# Trzęsienie ziemi w Shaanxi (1556)
Trzęsienie ziemi w 1556 roku w Shaanxi (chiń. 华县大地震, pinyin: Huà xiàn dà dìzhèn) było najbardziej katastrofalnym w skutkach trzęsieniem ziemi, jakie odnotowano w historii. Zginęło w nim ok. 830 tys. ludzi. Miało miejsce rankiem 23 stycznia 1556 w chińskiej prowincji Shaanxi, lecz jego skutki odczuli także mieszkańcy prowincji Shanxi, Henan, Gansu, Hebei, Szantung, Hubei, Hunan, Jiangsu i Anhui. Zniszczenia odnotowano w pasie szerokim na 840 km; w niektórych powiatach zginęło powyżej 60% mieszkańców. Najwięcej ofiar było w regionach, w których zamieszkiwane były zbocza wzgórz zbudowanych z ziemi lessowej, które obsuwając się burzyły postawione na nich domy, oraz tam, gdzie zamieszkiwane były jaskinie (yaodong), które zawaliły się od wstrząsów. Przez 6 miesięcy były odczuwane wstrząsy wtórne.